# Albert Henry Vestal

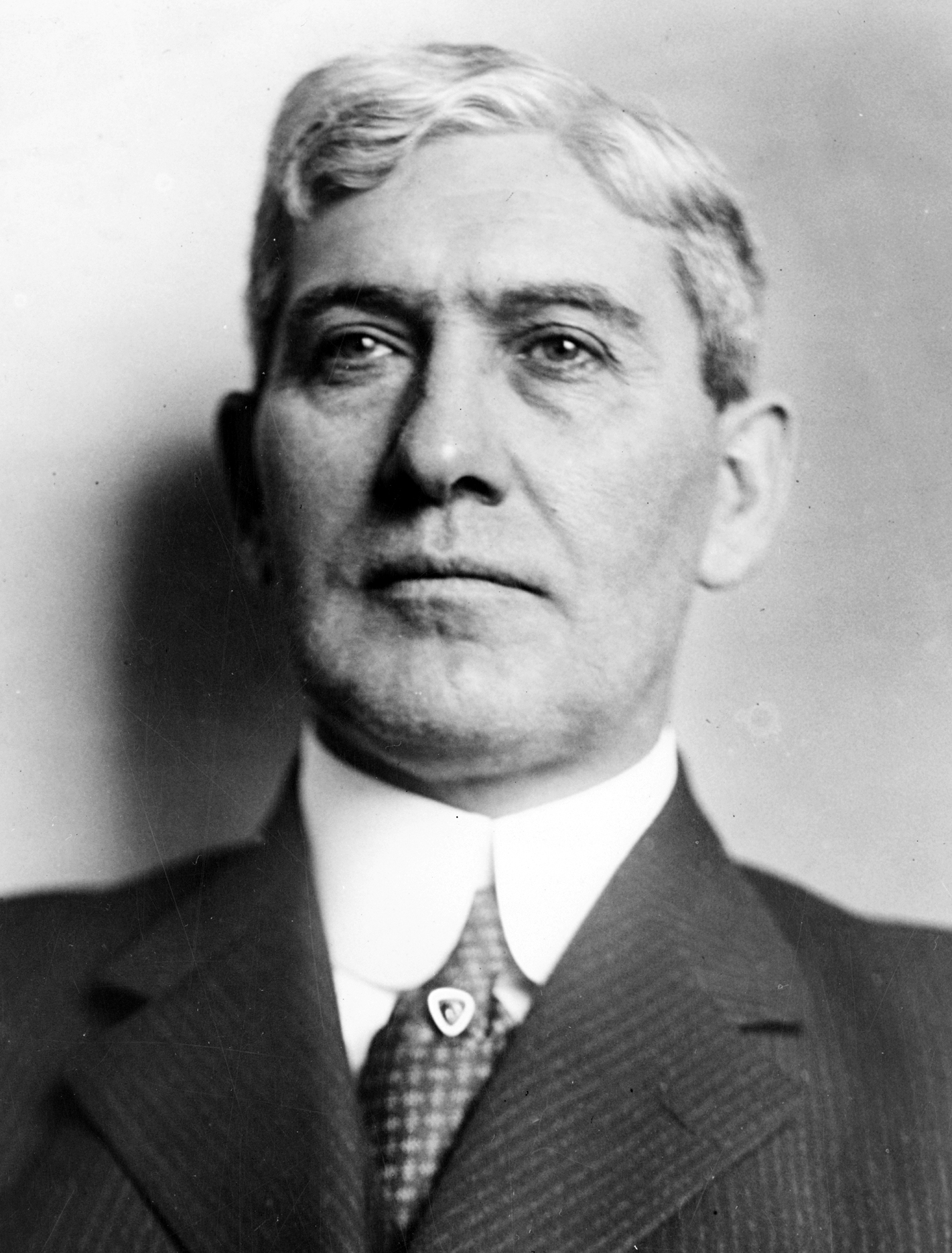
Albert Henry Vestal

Albert Henry Vestal (* 18. Januar 1875 bei Frankton, Madison County, Indiana; † 1. April 1932 in Washington, D.C.) war ein US-amerikanischer Politiker. Zwischen 1917 und 1932 vertrat er den Bundesstaat Indiana im US-Repräsentantenhaus.

## Werdegang
Albert Vestal besuchte die öffentlichen Schulen seiner Heimat und danach die Indiana State Normal School in Terre Haute. Anschließend arbeitete er für einige Jahre als Lehrer. Nach einem Jurastudium an der Valparaiso University und seiner im Jahr 1896 erfolgten Zulassung als Rechtsanwalt begann er in Anderson in diesem Beruf zu arbeiten. Zwischen 1900 und 1906 war er Staatsanwalt im 50. Gerichtsbezirk seines Staates.
Politisch war Vestal Mitglied der Republikanischen Partei. 1908 strebte er erfolglos die Nominierung seiner Partei für die Kongresswahlen an; im Jahr 1914 kandidierte er erneut erfolglos für dieses Gremium. Bei den Kongresswahlen des Jahres 1916 wurde Vestal dann aber im achten Wahlbezirk von Indiana in das US-Repräsentantenhaus in Washington gewählt, wo er am 4. März 1917 die Nachfolge von John Adair antrat. Nach sieben Wiederwahlen konnte er bis zu seinem Tod am 1. April 1932 im Kongress verbleiben. Von 1923 bis zu seinem Tod war er außerdem noch der Whip der republikanischen Fraktion.
In Vestals Zeit als Kongressabgeordneter fielen der Erste Weltkrieg und seit 1929 die Weltwirtschaftskrise. Damals wurden auch der 18. und der 19. Verfassungszusatz ratifiziert. Dabei ging es um das Prohibitionsgesetz bzw. die bundesweite Einführung des Frauenwahlrechts. Zwischen 1919 und 1925 war Albert Vestal Vorsitzender des Ausschusses für Maße und Gewichte; zwischen 1925 und 1931 leitete er den Patentausschuss. Nach seinem Tod fiel sein Abgeordnetenmandat an John W. Boehne.